# Lâm Minh Chiếu
Lâm Minh Chiếu (sinh ngày 1 tháng 1 năm 1953) là một chính trị gia người Việt Nam. Ông từng là Chủ tịch Ủy ban nhân dân tỉnh An Giang, Đại biểu Quốc hội Việt Nam khóa VIII nhiệm kì 1987-1992.

## Xuất thân
Ông sinh ngày 1 tháng 1 năm 1953, quê quán ở tỉnh An Giang, người dân tộc Kinh.

## Giáo dục
Ông có trình độ chuyên môn là kỹ sư cơ khí.

## Sự nghiệp
Khi là Đại biểu Quốc hội Việt Nam khóa VIII nhiệm kì 1987-1992, ông là Thị ủy viên thị xã Long Xuyên, quyền Giám đốc Xí nghiệp cơ khí tỉnh An Giang.
Ngày 22 tháng 3 năm 2006, tại kỳ họp thứ 6, Hội đồng nhân dân tỉnh An Giang đã bầu ông Lâm Minh Chiếu, Phó bí thư Tỉnh ủy (nguyên Phó chủ tịch thường trực Ủy ban nhân dân tỉnh An Giang) giữ chức Chủ tịch Ủy ban nhân dân tỉnh An Giang thay cho ông Nguyễn Hoàng Việt. Trước đó, ông Nguyễn Hoàng Việt đã được bầu làm Bí thư Tỉnh ủy An Giang.